# Take Care, Take Care, Take Care
Albums de Explosions in the Sky
All of a Sudden, I Miss Everyone The Wilderness
Take Care, Take Care, Take Care est le sixième album studio du groupe de post-rock américain Explosions in the Sky sorti le 18 avril 2011 en Grande-Bretagne, le 25 avril 2011 en Europe et le 26 avril aux États-Unis.

## Liste des pistes
1. Last Known Surroundings - 8:22
2. Human Qualities - 8:10
3. Trembling Hands - 3:31
4. Be Comfortable, Creature - 8:48
5. Postcard From 1952 - 7:07
6. Let Me Back In - 10:07